# خالد عبد الله الرويشان
خالد عبد الله صالح الرويشان (و.1963-) هو سياسي وأديب وكاتب يمني، شغل منصب وزير الثقافة والسياحة سابقا.

## نشأته وتعليمه
ولد خالد الرويشان عام 1961 في قرية (بيت الرويشان), في مديرية (جحانة), في محافظة صنعاء. حصل على درجة البكالوريوس تخصص إدارة أعمال من جامعة القاهرة في مصرعام 1987.

## المناصب التي تولاها
تقلد الرويشان العديد من المناصب وأبرزها:
- مديرًا للإدارة الثقافية في رئاسة الجمهورية 1986-1996.[2]
- رئيساً للهيئة العامة للكتاب 1996-2003 .[2]
- وزيرا للثقافة والسياحة 2003-2006. [2]
- وزيرا للثقافة 2006-2007.[3]

## اعتقاله
في 19 أبريل 2020 اعتقله الحوثيون من داخل منزلة بالعاصمة صنعاء قبل أن يتم الإفراج عنه لاحقا.